# Tour des Asturies 2015
La 58e édition du Tour des Asturies a eu lieu du 2 au 3 mai 2015. La course fait partie du calendrier UCI Europe Tour 2015 en catégorie 2.1.
Elle a été remportée par l'Espagnol Igor Antón (Movistar), vainqueur de la première étape, qui s'impose respectivement de douze et vingt-cinq secondes devant ses deux compatriotes, Amets Txurruka (Caja Rural-Seguros RGA) et son coéquipier Jesús Herrada, lauréat de la deuxième étape.
Herrada remporte le classement de la régularité, le Colombien Rodolfo Torres (Colombia) celui de la montagne et un autre Espagnol, Pablo Torres (Burgos BH), celui des Metas Volantes. De plus la formation espagnole Movistar finit meilleure équipe et le coureur espagnol Rubén Menéndez (Inteja-MMR Dominican) termine premier coureur des Asturies.

## Présentation

### Équipes
Classé en catégorie 2.1 de l'UCI Europe Tour, le Tour des Asturies est par conséquent ouvert aux WorldTeams dans la limite de 50 % des équipes participantes, aux équipes continentales professionnelles, aux équipes continentales et aux équipes nationales.
Onze équipes participent à ce Tour des Asturies - une WorldTeam, deux équipes continentales professionnelles et huit équipes continentales :
| UCI WorldTeam   | UCI WorldTeam | UCI WorldTeam |
| Nom de l'équipe | Pays          | Code          |
| --------------- | ------------- | ------------- |
| Movistar        | Espagne       | MOV           |

| Équipes continentales professionnelles | Équipes continentales professionnelles | Équipes continentales professionnelles |
| Nom de l'équipe                        | Pays                                   | Code                                   |
| -------------------------------------- | -------------------------------------- | -------------------------------------- |
| Caja Rural-Seguros RGA                 | Espagne                                | CJR                                    |
| Colombia                               | Colombie                               | COL                                    |

| Équipes continentales      | Équipes continentales  | Équipes continentales |
| Nom de l'équipe            | Pays                   | Code                  |
| -------------------------- | ---------------------- | --------------------- |
| Burgos BH                  | Espagne                | BUR                   |
| Inteja-MMR Dominican       | République dominicaine | DCT                   |
| Lokosphinx                 | Russie                 | LOK                   |
| Louletano-Ray Just Energy  | Portugal               | LRJ                   |
| Murias Taldea              | Espagne                | MUR                   |
| Rádio Popular-Boavista     | Portugal               | RPB                   |
| Skydive Dubai-Al Ahli Club | Émirats arabes unis    | SKD                   |
| W52-Quinta da Lixa         | Portugal               | W52                   |

## Étapes
| Étape     | Date  | Villes étapes             |                           | Distance (km) | Vainqueur d’étape | Leader du classement général |
| --------- | ----- | ------------------------- | ------------------------- | ------------- | ----------------- | ---------------------------- |
| 1re étape | 2 mai | Oviedo - Pola de Lena     | Étape de moyenne montagne | 149,5         | Igor Antón        | Igor Antón                   |
| 2e étape  | 3 mai | Ribera de Arriba - Oviedo | Étape vallonnée           | 170,4         | Jesús Herrada     | Igor Antón                   |

## Déroulement de la course

### 1reétape
| Classement de l'étape | Classement de l'étape | Classement de l'étape | Classement de l'étape     | Classement de l'étape |
|                       | Coureur               | Pays                  | Équipe                    | Temps                 |
| --------------------- | --------------------- | --------------------- | ------------------------- | --------------------- |
| 1er                   | Igor Antón            | Espagne               | Movistar                  | en 4 h 18 min 15 s    |
| 2e                    | Amets Txurruka        | Espagne               | Caja Rural-Seguros RGA    | + 14 s                |
| 3e                    | Jesús Herrada         | Espagne               | Movistar                  | + 29 s                |
| 4e                    | Marcos García         | Espagne               | Louletano-Ray Just Energy | + 36 s                |
| 5e                    | Javier Moreno         | Espagne               | Movistar                  | + 36 s                |
| 6e                    | Garikoitz Bravo       | Espagne               | Murias Taldea             | + 36 s                |
| 7e                    | David Belda           | Espagne               | Burgos BH                 | + 36 s                |
| 8e                    | Evgeny Shalunov       | Russie                | Lokosphinx                | + 1 min 4 s           |
| 9e                    | Alberto Gallego       | Espagne               | Rádio Popular-Boavista    | + 1 min 4 s           |
| 10e                   | Rodolfo Torres        | Colombie              | Colombia                  | + 1 min 4 s           |
| modifier              |                       |                       |                           |                       |

| Classement général | Classement général | Classement général | Classement général        | Classement général |
|                    | Coureur            | Pays               | Équipe                    | Temps              |
| ------------------ | ------------------ | ------------------ | ------------------------- | ------------------ |
| 1er                | Igor Antón         | Espagne            | Movistar                  | en 4 h 18 min 5 s  |
| 2e                 | Amets Txurruka     | Espagne            | Caja Rural-Seguros RGA    | + 18 s             |
| 3e                 | Jesús Herrada      | Espagne            | Movistar                  | + 35 s             |
| 4e                 | Marcos García      | Espagne            | Louletano-Ray Just Energy | + 45 s             |
| 5e                 | Javier Moreno      | Espagne            | Movistar                  | + 46 s             |
| 6e                 | Garikoitz Bravo    | Espagne            | Murias Taldea             | + 46 s             |
| 7e                 | David Belda        | Espagne            | Burgos BH                 | + 46 s             |
| 8e                 | Evgeny Shalunov    | Russie             | Lokosphinx                | + 1 min 14 s       |
| 9e                 | Alberto Gallego    | Espagne            | Rádio Popular-Boavista    | + 1 min 14 s       |
| 10e                | Rodolfo Torres     | Colombie           | Colombia                  | + 1 min 14 s       |
| modifier           |                    |                    |                           |                    |

### 2eétape
| Classement de l'étape | Classement de l'étape   | Classement de l'étape | Classement de l'étape      | Classement de l'étape |
|                       | Coureur                 | Pays                  | Équipe                     | Temps                 |
| --------------------- | ----------------------- | --------------------- | -------------------------- | --------------------- |
| 1er                   | Jesús Herrada           | Espagne               | Movistar                   | en 4 h 33 min 51 s    |
| 2e                    | Amets Txurruka          | Espagne               | Caja Rural-Seguros RGA     | + 0 s                 |
| 3e                    | Ion Izagirre            | Espagne               | Movistar                   | + 0 s                 |
| 4e                    | Rubén Fernández Andújar | Espagne               | Movistar                   | + 0 s                 |
| 5e                    | Igor Antón              | Espagne               | Movistar                   | + 0 s                 |
| 6e                    | Omar Fraile             | Espagne               | Caja Rural-Seguros RGA     | + 8 s                 |
| 7e                    | Marcos García           | Espagne               | Louletano-Ray Just Energy  | + 25 s                |
| 8e                    | Evgeny Shalunov         | Russie                | Lokosphinx                 | + 25 s                |
| 9e                    | Ángel Madrazo           | Espagne               | Caja Rural-Seguros RGA     | + 25 s                |
| 10e                   | Francisco Mancebo       | Espagne               | Skydive Dubai-Al Ahli Club | + 25 s                |
| modifier              |                         |                       |                            |                       |

## Classements finals

### Classement général final
| Classement général final | Classement général final | Classement général final | Classement général final  | Classement général final |
|                          | Coureur                  | Pays                     | Équipe                    | Temps                    |
| ------------------------ | ------------------------ | ------------------------ | ------------------------- | ------------------------ |
| 1er                      | Igor Antón               | Espagne                  | Movistar                  | en 8 h 51 min 56 s       |
| 2e                       | Amets Txurruka           | Espagne                  | Caja Rural-Seguros RGA    | + 12 s                   |
| 3e                       | Jesús Herrada            | Espagne                  | Movistar                  | + 25 s                   |
| 4e                       | Marcos García            | Espagne                  | Louletano-Ray Just Energy | + 1 min 11 s             |
| 5e                       | Garikoitz Bravo          | Espagne                  | Murias Taldea             | + 1 min 15 s             |
| 6e                       | Evgeny Shalunov          | Russie                   | Lokosphinx                | + 1 min 39 s             |
| 7e                       | Rodolfo Torres           | Colombie                 | Colombia                  | + 1 min 43 s             |
| 8e                       | Alberto Gallego          | Espagne                  | Rádio Popular-Boavista    | + 1 min 43 s             |
| 9e                       | Javier Moreno            | Espagne                  | Movistar                  | + 2 min 48 s             |
| 10e                      | Omar Fraile              | Espagne                  | Caja Rural-Seguros RGA    | + 5 min 30 s             |
| modifier                 |                          |                          |                           |                          |

### Classements annexes
| Classement de la régularité | Classement de la régularité | Classement de la régularité | Classement de la régularité | Classement de la régularité |
| --------------------------- | --------------------------- | --------------------------- | --------------------------- | --------------------------- |
|                             | Coureur                     | Pays                        | Équipe                      | Point(s)                    |
| 1er                         | Jesús Herrada               | Espagne                     | Movistar                    | 41 points                   |
| 2e                          | Amets Txurruka              | Espagne                     | Caja Rural-Seguros RGA      | 40 pts                      |
| 3e                          | Igor Antón                  | Espagne                     | Movistar                    | 37 pts                      |
| modifier                    |                             |                             |                             |                             |

| Classement de la montagne | Classement de la montagne | Classement de la montagne | Classement de la montagne | Classement de la montagne |
| ------------------------- | ------------------------- | ------------------------- | ------------------------- | ------------------------- |
|                           | Coureur                   | Pays                      | Équipe                    | Point(s)                  |
| 1er                       | Rodolfo Torres            | Colombie                  | Colombia                  | 26 points                 |
| 2e                        | Antonio Molina            | Espagne                   | Caja Rural-Seguros RGA    | 15 pts                    |
| 3e                        | Igor Antón                | Espagne                   | Movistar                  | 15 pts                    |
| modifier                  |                           |                           |                           |                           |

| Classement des Metas Volantes | Classement des Metas Volantes | Classement des Metas Volantes | Classement des Metas Volantes | Classement des Metas Volantes |
| ----------------------------- | ----------------------------- | ----------------------------- | ----------------------------- | ----------------------------- |
|                               | Coureur                       | Pays                          | Équipe                        | Point(s)                      |
| 1er                           | Pablo Torres                  | Espagne                       | Burgos BH                     | 6 points                      |
| 2e                            | Jesús del Pino                | Espagne                       | Burgos BH                     | 5 pts                         |
| 3e                            | António Carvalho              | Portugal                      | W52-Quinta da Lixa            | 3 pts                         |
| modifier                      |                               |                               |                               |                               |

| Classement par équipes | Classement par équipes    | Classement par équipes | Classement par équipes |
|                        | Équipe                    | Pays                   | Temps                  |
| ---------------------- | ------------------------- | ---------------------- | ---------------------- |
| 1re                    | Movistar                  | Espagne                | en 26 h 37 min 23 s    |
| 2e                     | Caja Rural-Seguros RGA    | Espagne                | + 7 min 21 s           |
| 3e                     | Louletano-Ray Just Energy | Portugal               | + 8 min 11 s           |
| modifier               |                           |                        |                        |

| \| Classement du meilleur coureur asturien[1] \| Classement du meilleur coureur asturien[1] \| Classement du meilleur coureur asturien[1] \| Classement du meilleur coureur asturien[1] \| Classement du meilleur coureur asturien[1] \| \| \| Coureur \| Pays \| Équipe \| Temps \| \| ------------------------------------------ \| ------------------------------------------ \| ------------------------------------------ \| ------------------------------------------ \| ------------------------------------------ \| \| 1er \| Rubén Menéndez \| Espagne \| Inteja-MMR Dominican \| en 9 h 23 min 11 s \| \| 2e \| Israel Nuño \| Espagne \| Inteja-MMR Dominican \| + 31 s \| \| 3e \| Joaquín Sobrino \| Espagne \| Inteja-MMR Dominican \| + 37 min 32 s \| \| modifier \| \| \| \| \| |                 |         |                      |                    |
| Classement du meilleur coureur asturien |                 |         |                      |                    |
| | Coureur         | Pays    | Équipe               | Temps              |
| 1er | Rubén Menéndez  | Espagne | Inteja-MMR Dominican | en 9 h 23 min 11 s |
| 2e | Israel Nuño     | Espagne | Inteja-MMR Dominican | + 31 s             |
| 3e | Joaquín Sobrino | Espagne | Inteja-MMR Dominican | + 37 min 32 s      |
| modifier |                 |         |                      |                    |

### UCI Europe Tour
Ce Tour des Asturies attribue des points pour l'UCI Europe Tour 2015, par équipes seulement aux coureurs des équipes continentales professionnelles et continentales, individuellement à tous les coureurs sauf ceux faisant partie d'une équipe ayant un label WorldTeam.
| Position,          | 1er | 2e | 3e | 4e | 5e | 6e | 7e | 8e | 9e | 10e | 11e | 12e |
| Classement général | 80  | 56 | 32 | 24 | 20 | 16 | 12 | 8  | 7  | 6   | 5   | 3   |
| Par étape          | 16  | 11 | 6  | 5  | 4  | 2  |    |    |    |     |     |     |
| Leader, par étape  | 8   |    |    |    |    |    |    |    |    |     |     |     |

| Cycliste        | Équipe                    | Général | Étape | Leader | Total |
| --------------- | ------------------------- | ------- | ----- | ------ | ----- |
| Amets Txurruka  | Caja Rural-Seguros RGA    | 56      | 22    | -      | 78    |
| Marcos García   | Louletano-Ray Just Energy | 24      | 5     | -      | 29    |
| Garikoitz Bravo | Murias Taldea             | 20      | 2     | -      | 22    |
| Evgeny Shalunov | Lokosphinx                | 16      | -     | -      | 16    |
| Rodolfo Torres  | Colombia                  | 12      | -     | -      | 12    |
| Omar Fraile     | Caja Rural-Seguros RGA    | 6       | 2     | -      | 8     |
| Alberto Gallego | Rádio Popular-Boavista    | 8       | -     | -      | 8     |
| David Belda     | Burgos BH                 | 5       | -     | -      | 5     |
| David Rodrigues | Rádio Popular-Boavista    | 3       | -     | -      | 3     |

## Évolution des classements
| Étape              | Vainqueur          | Classement général | Classement de la régularité | Classement de la montagne | Classement des Metas Volantes | Classement par équipes |
| ------------------ | ------------------ | ------------------ | --------------------------- | ------------------------- | ----------------------------- | ---------------------- |
| 1                  | Igor Antón         | Igor Antón         | Igor Antón                  | Rodolfo Torres            | Jesús del Pino                | Movistar               |
| 2                  | Jesús Herrada      | Igor Antón         | Jesús Herrada               | Rodolfo Torres            | Pablo Torres                  | Movistar               |
| Classements finals | Classements finals | Igor Antón         | Jesús Herrada               | Rodolfo Torres            | Pablo Torres                  | Movistar               |

## Liste des participants
- Liste de départ complète

| Légende                             | Légende                                                                                                  | Légende                                 | Légende                                                                                         |
| ----------------------------------- | --- | --------------------------------------- | ----------------------------------------------------------------------------------------------- |
| Num                                 | Dossard de départ porté par le coureur sur ce Tour des Asturies                                          | Pos                                     | Position finale au classement général                                                           |
| Leader du classement général        | Indique le vainqueur du classement général                                                               | Leader du classement de la régularité   | Indique le vainqueur du classement de la régularité                                             |
| Leader du classement de la montagne | Indique le vainqueur du classement de la montagne                                                        | Leader du classement des Metas Volantes | Indique le vainqueur du classement des Metas Volantes                                           |
|                                     | Indique un maillot de champion national ou mondial, suivi de sa spécialité                               | #                                       | Indique la meilleure équipe                                                                     |
| NP                                  | Indique un coureur qui n'a pas pris le départ d'une étape, suivi du numéro de l'étape où il s'est retiré | AB                                      | Indique un coureur qui n'a pas terminé une étape, suivi du numéro de l'étape où il s'est retiré |
| HD                                  | Indique un coureur qui a terminé une étape hors des délais, suivi du numéro de l'étape                   |                                         |                                                                                                 |

| Caja Rural-Seguros RGA CJR | Caja Rural-Seguros RGA CJR | Caja Rural-Seguros RGA CJR |
| -------------------------- | -------------------------- | -------------------------- |
| Num                        | Coureur                    | Pos                        |
| 1                          | Amets Txurruka (ESP)       | 2e                         |
| 2                          |                            |                            |
| 3                          | Omar Fraile (ESP)          | 10e                        |
| 4                          | Ángel Madrazo (ESP)        | 19e                        |
| 5                          | Antonio Molina (ESP)       | 53e                        |
| 6                          | Hugh Carthy (GBR)          | 16e                        |
| 7                          | Miguel Ángel Benito (ESP)  | 70e                        |
| 8                          | Ricardo Vilela (POR)       | 13e                        |
| 9                          |                            |                            |
| Directeur sportif : ?      |                            |                            |

| Movistar # MOV        | Movistar # MOV                | Movistar # MOV |
| --------------------- | ----------------------------- | -------------- |
| Num                   | Coureur                       | Pos            |
| 11                    | Igor Antón (ESP)              | 1er            |
| 12                    | Javier Moreno (ESP)           | 9e             |
| 13                    | José Herrada (ESP)            | 14e            |
| 14                    | Jesús Herrada (ESP)           | 3e             |
| 15                    | Rubén Fernández Andújar (ESP) | 24e            |
| 16                    | Ion Izagirre (ESP) (Route)    | 30e            |
| 17                    | Enrique Sanz (ESP)            | 63e            |
| 18                    | Marc Soler (ESP)              | 51e            |
| 19                    |                               |                |
| Directeur sportif : ? |                               |                |

| Burgos BH BUR         | Burgos BH BUR         | Burgos BH BUR |
| --------------------- | --------------------- | ------------- |
| Num                   | Coureur               | Pos           |
| 21                    | David Belda (ESP)     | 11e           |
| 22                    | Jesús del Pino (ESP)  | 33e           |
| 23                    | Víctor Martín (ESP)   | 50e           |
| 24                    | Darío Hernández (ESP) | 54e           |
| 25                    | Ibai Salas (ESP)      | 57e           |
| 26                    | Igor Merino (ESP)     | 32e           |
| 27                    | Álvaro Robredo (ESP)  | AB-2          |
| 28                    | Pablo Torres (ESP)    | 27e           |
| 29                    | Arnau Solé (ESP)      | 62e           |
| Directeur sportif : ? |                       |               |

| Colombia COL          | Colombia COL               | Colombia COL |
| --------------------- | -------------------------- | ------------ |
| Num                   | Coureur                    | Pos          |
| 31                    | Camilo Castiblanco (COL)   | AB-1         |
| 32                    | Fabio Duarte (COL)         | 28e          |
| 33                    |                            |              |
| 34                    | Walter Pedraza (COL)       | 36e          |
| 35                    | Carlos Ramírez (COL)       | 22e          |
| 36                    | Miguel Ángel Rubiano (COL) | 23e          |
| 37                    | Cayetano Sarmiento (COL)   | 69e          |
| 38                    | Rodolfo Torres (COL)       | 7e           |
| 39                    |                            |              |
| Directeur sportif : ? |                            |              |

| Murias Taldea MUR     | Murias Taldea MUR      | Murias Taldea MUR |
| --------------------- | ---------------------- | ----------------- |
| Num                   | Coureur                | Pos               |
| 41                    | Egoitz García (ESP)    | 58e               |
| 42                    | Garikoitz Bravo (ESP)  | 5e                |
| 43                    | Beñat Txoperena (ESP)  | 46e               |
| 44                    | Adrián González (ESP)  | 55e               |
| 45                    | Eneko Lizarralde (ESP) | 49e               |
| 46                    | Aritz Bagües (ESP)     | 29e               |
| 47                    | Unai Intziarte (ESP)   | 64e               |
| 48                    | Imanol Estévez (ESP)   | 39e               |
| 49                    |                        |                   |
| Directeur sportif : ? |                        |                   |

| Inteja-MMR Dominican DCT | Inteja-MMR Dominican DCT  | Inteja-MMR Dominican DCT |
| ------------------------ | ------------------------- | ------------------------ |
| Num                      | Coureur                   | Pos                      |
| 51                       | Rubén Menéndez (ESP)      | 37e                      |
| 52                       | Joaquín Sobrino (ESP)     | 75e                      |
| 53                       | Jonathan Sarmiento (COL)  | 73e                      |
| 54                       | Diego Milán (DOM) (Route) | 41e                      |
| 55                       | Juan José Cueto (DOM)     | 74e                      |
| 56                       | Israel Nuño (ESP)         | 42e                      |
| 57                       | William Guzmán (DOM)      | 72e                      |
| 58                       | Adderlyn Cruz (DOM)       | 31e                      |
| 59                       |                           |                          |
| Directeur sportif : ?    |                           |                          |

| Lokosphinx LOK        | Lokosphinx LOK          | Lokosphinx LOK |
| --------------------- | ----------------------- | -------------- |
| Num                   | Coureur                 | Pos            |
| 61                    | Evgeny Shalunov (RUS)   | 6e             |
| 62                    | Sergey Vdovin (RUS)     | 48e            |
| 63                    | Alexander Vdovin (RUS)  | 44e            |
| 64                    | Kirill Sveshnikov (RUS) | AB-2           |
| 65                    | Alexey Rybalkin (RUS)   | 68e            |
| 66                    | Sergey Shilov (RUS)     | 20e            |
| 67                    | Dmitriy Sokolov (RUS)   | 47e            |
| 68                    | Vasily Neustroev (RUS)  | 56e            |
| 69                    |                         |                |
| Directeur sportif : ? |                         |                |

| Rádio Popular-Boavista RPB | Rádio Popular-Boavista RPB | Rádio Popular-Boavista RPB |
| -------------------------- | -------------------------- | -------------------------- |
| Num                        | Coureur                    | Pos                        |
| 71                         | Rui Sousa (POR)            | 65e                        |
| 72                         | Daniel Silva (POR)         | 40e                        |
| 73                         | David Rodrigues (POR)      | 12e                        |
| 74                         | Célio Sousa (POR)          | 38e                        |
| 75                         | Virgilio dos Santos (POR)  | 45e                        |
| 76                         | Alberto Gallego (ESP)      | 8e                         |
| 77                         | César Fonte (POR)          | 52e                        |
| 78                         | Frederico Figueiredo (POR) | 17e                        |
| 79                         |                            |                            |
| Directeur sportif : ?      |                            |                            |

| Louletano-Ray Just Energy LRJ | Louletano-Ray Just Energy LRJ  | Louletano-Ray Just Energy LRJ |
| ----------------------------- | ------------------------------ | ----------------------------- |
| Num                           | Coureur                        | Pos                           |
| 81                            | Vicente García de Mateos (ESP) | 59e                           |
| 82                            | Marcos García (ESP)            | 4e                            |
| 83                            | José de Segovia (ESP)          | 71e                           |
| 84                            | Sandro Pinto (POR)             | 15e                           |
| 85                            | João Benta (POR)               | 25e                           |
| 86                            | André Evangelista (POR)        | AB-2                          |
| 87                            | Micael Isidoro (POR)           | 34e                           |
| 88                            | Hugo Sabido (POR)              | 21e                           |
| 89                            |                                |                               |
| Directeur sportif : ?         |                                |                               |

| W52-Quinta da Lixa W52 | W52-Quinta da Lixa W52   | W52-Quinta da Lixa W52 |
| ---------------------- | ------------------------ | ---------------------- |
| Num                    | Coureur                  | Pos                    |
| 91                     | Delio Fernández (ESP)    | 18e                    |
| 92                     | Guálter Carvalho (POR)   | AB-2                   |
| 93                     | Juan Ignacio Pérez (ESP) | AB-2                   |
| 94                     | António Carvalho (POR)   | 67e                    |
| 95                     | Carlos Ribeiro (POR)     | 61e                    |
| 96                     | Luís Fernandes (POR)     | 43e                    |
| 97                     | Ángel Sánchez (ESP)      | 60e                    |
| 98                     | João Matias (POR)        | AB-2                   |
| 99                     |                          |                        |
| Directeur sportif : ?  |                          |                        |

| Skydive Dubai-Al Ahli Club SKD | Skydive Dubai-Al Ahli Club SKD | Skydive Dubai-Al Ahli Club SKD |
| ------------------------------ | ------------------------------ | ------------------------------ |
| Num                            | Coureur                        | Pos                            |
| 101                            | Francisco Mancebo (ESP)        | 35e                            |
| 102                            | Edgar Pinto (POR)              | 26e                            |
| 103                            | Vladimir Gusev (RUS)           | 66e                            |
| 104                            | Maher Hasnaoui (TUN)           | HD-1                           |
| 105                            | Soufiane Haddi (MAR)           | AB-2                           |
| 106                            |                                |                                |
| 107                            |                                |                                |
| 108                            |                                |                                |
| 109                            |                                |                                |
| Directeur sportif : ?          |                                |                                |